# Philistina nishikawai
Philistina nishikawai är en skalbaggsart som beskrevs av Sakai 1992. Philistina nishikawai ingår i släktet Philistina och familjen Cetoniidae. Inga underarter finns listade i Catalogue of Life.